# سد ناغلو
سد ناغلو ((بالبشتوية: نغلو برېښناکوټ)‏ (بالإنجليزية: Naghlu Dam)‏) هو سد خرساني يقع على نهر كابول في منطقة سوروبي بمقاطعة كابول في أفغانستان. يبعد 40 كيلومتر (25 ميل) شرق العاصمة كابول. الغرض الأساسي من السد هو إنتاج الطاقة الكهرومائية. يدعم السد محطة كهرباء بسعة تصميمية 100 ميغاواط من الكهرباء. ومتصل بالشبكة الوطنية لأفغانستان، وهو حَالِيًّا أكبر محطة طاقة في البلاد. حيث يوفر الكهرباء لنحو 100000 أسرة في منطقة كابول.
يبلغ طول سد ناغلو 110 متر (361 قدم) وبعرض 280 متر (919 قدم) وطاقته التخزينية 550,000,000 متر مكعب (445,892 acre·ft). وتدير وزارة الطاقة والمياه الأفغانية السد وخزانه. يتم تشغيل محطة الطاقة الخاصة بها من قبل دا أفغانستان بريشنا شيركات (بالإنجليزية: Da Afghanistan Breshna Sherkat)‏.
تم تمويل بناء سد ناغلو والإشراف عليه من قبل الاتحاد السوفيتي بين يناير 1960 و 1968. تم تشغيل المولد الأول في وقت سابق في عام 1967. بعد انهيار جمهورية أفغانستان الديمقراطية المدعومة من الاتحاد السوفيتي عام 1992، استخدم أنصار قلب الدين حكمتيار محطة توليد الكهرباء كأداة لحرمان كابول من الكهرباء. أصبحت محطة الطاقة في حالة سيئة خلال أواخر التسعينيات، والتي كانت توفر القليل جِدًّا من الكهرباء. بعد الغزو الذي قادته الولايات المتحدة عام 2001، تم تشغيل مولدين فقط.
في آب / أغسطس 2006، منحت وزارة الطاقة والمياه الأفغانية عقداً بقيمة 32.5 مليون دولار لشركة تكنوبرومكسبورت (بالإنجليزية: Technopromexport)‏ الروسية لإعادة تأهيل المولدين غير العاملين واستبدال المحولات. تم تشغيل أولهما في سبتمبر 2010 وتم استبدال المحولات في أوائل عام 2012. تم تمويل إعادة التأهيل من قبل البنك الدولي. أصبحت الوحدة الثانية جاهزة للعمل بحلول أبريل 2018. في يناير 2016، منح البنك الدولي أفغانستان 83 مليون دولار كمساعدات لإعادة بناء سد ناغلو بالكامل. اعتبارًا من أبريل 2019، تعمل جميع المولدات الأربعة لمحطة كهرباء ناغلو.

## روابط خارجية
- Afghanistan Resurrects its Largest Hydropower Plant Toward a Brighter Future على يوتيوب, May 15, 2018, World Bank.